# شهرستان هنری (ایلینوی)
شهرستان هنری، ایلینوی (به انگلیسی: Henry County, Illinois) یک سکونتگاه مسکونی در ایالات متحده آمریکا است که در ایلینوی واقع شده‌است.

## نگارخانه

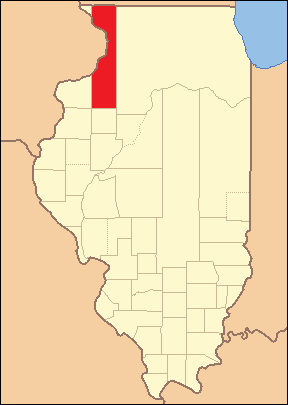
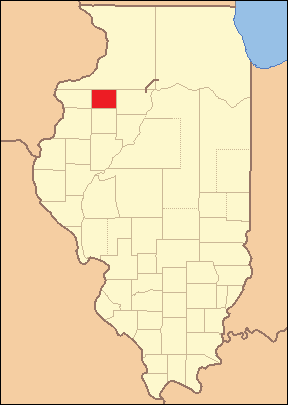
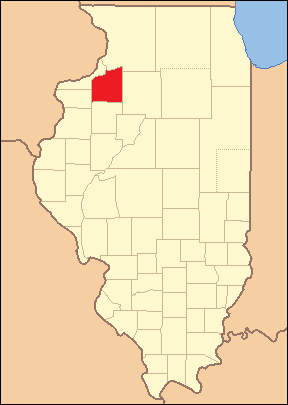
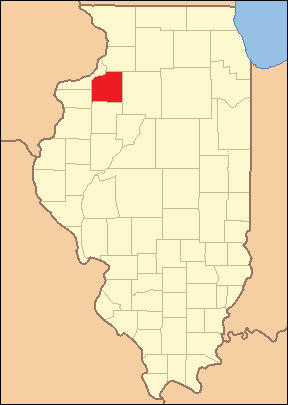